# Yvette van Kooyk
Yvette van Kooyk (Amsterdam, 13 augustus 1961) is een Nederlands medisch bioloog en hoogleraar moleculaire celbiologie en immunologie aan het Amsterdam UMC, locatie VUmc.

## Biografie
Van Kooyk studeerde medische biologie aan de Universiteit van Amsterdam en promoveerde in 1993 aan het Nederlands Kanker Instituut (NKI) te Amsterdam. Na haar promotie bleef ze als stafonderzoeker verbonden aan dit instituut. Vanaf 1994 zette ze haar onderzoek voort aan het UMC St. Radboud in Nijmegen en was ze groepsleider celadhesie binnen de afdeling Tumorimmunologie. In 2001 werd ze benoemd tot hoogleraar en afdelingshoofd Moleculaire Celbiologie en Immunologie bij het Amsterdam Universitair Medisch Centrum.

## Werk
Kooyks onderzoek richt zich met name op het gebied van de glycoimmunologie, en dan specifiek de manier waarop het menselijke immuunsysteem ontregeld raakt bij het ontstaan van kanker, auto-immuunziekten en infectieziekten. Tijdens haar onderzoek ontdekte ze de rol van bepaalde suikermoleculen (glycanen) in dit proces. Deze glycanen kunnen de communicatie tussen cellen van het immuunsysteem stimuleren of remmen. Op basis hiervan wordt nano-medicatie ontwikkeld die het immuunsysteem moet ondersteunen.
In 2000 publiceerde ze hierover twee veel geciteerde artikelen in het gerenommeerde vakblad Cell. In het eerste artikel gaf ze een beschrijving van de ontdekking en de functie van de receptor DC-SIGN op het oppervlak van dendritische cellen van het immuunsysteem.  Deze suikerbindende eiwitten reageren met ziekteverwerkers door herkenning van suikermoleculen. In een ander artikel liet ze zien dat DC-SIGN een receptor is van HIV. Zonder hulp van dit eiwit slaagt HIV er nauwelijks in om de T-cellen van het immuunsysteem binnen te dringen.
In 2019 ontving Van Kooyk voor haar werk de prestigieuze Spinozapremie.